# Oratorio della Natività di Maria Vergine (Adria)
L'oratorio della Natività di Maria Vergine, indicato anche come oratorio Tornielli dal cognome di proprietari che acquistarono il complesso nel 1842, o anche "Bonaventura", è un piccolo oratorio nonché cappella gentilizia di Villa Grassi a Villa San Pietro detta "la Barizeta" sita nell'attuale  Baricetta, frazione del comune di Adria. Sorto all'inizio del XVIII secolo su iniziativa del nobile chioggiotto Paolo Grassi, proprietario del terreno e della villa  edificata dalla famiglia Grassi.
L'impostazione architettonica, un barocco contenuto e non eccessivamente sfarzoso impreziosito da materiali nobili quali marmi d'Istria, ne fa uno dei punti di maggior interesse storico artistico del circondario adriese.

## Storia

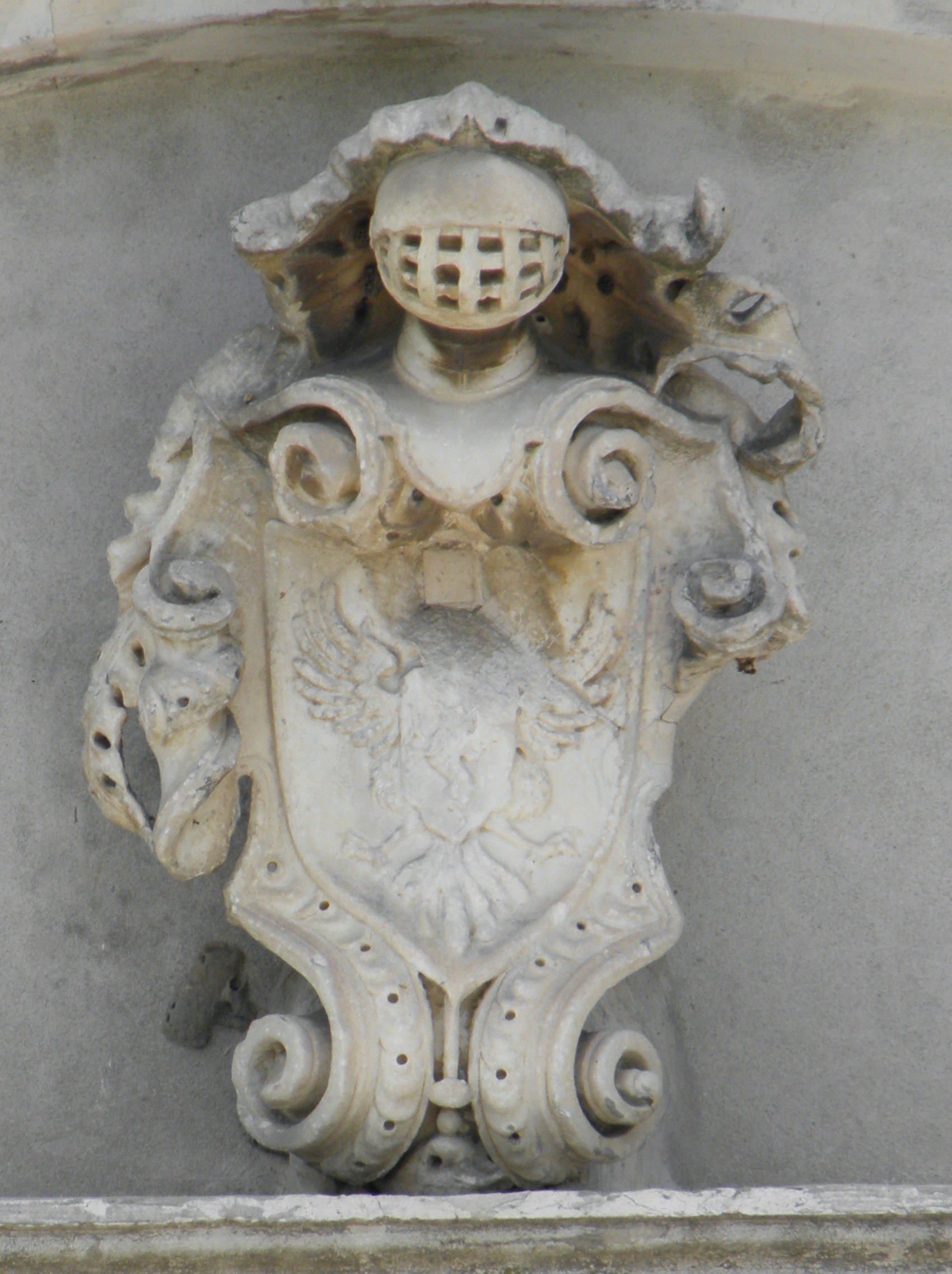
Lo stemma della famiglia Grassi presente nel timpano dell'oratorio.

All'inizio del XVIII secolo Paolo Grassi, nobile di Chioggia, espresse la volontà di erigere, nei pressi della villa rurale sita in zona Villa San Pietro alla Barizeta, un oratorio per ovviare alle necessità religiose dei novali, i braccianti agricoli che stavano trasformando la zona strappata alle stagnanti acque della grande valle di Mezzana. L'unico edificio di culto a cui potevano accedere era l'antichissimo San Lorenzo che però risultava in un preoccupante stato di decadenza. Ottenuta l'autorizzazione in data 8 maggio 1708 dall'allora vescovo della diocesi di Adria Filippo della Torre, il 20 giugno successivo lo stesso del Torre si recò presso l'edificio per consacrarlo, accompagnato da don Giacomo Drago di Rovigo e dal padre olivetano don Timoteo Salvatico di Piacenza, con la formula "sotto l'invocazione e protezione della Beatissima Maria Vergine e di S. Clemente Martire", del quale in seguito venne posta reliquia, in forma di sangue in capsula sigillata, posto nel sacello marmoreo sull'altare della Madonna.
Alla famiglia Grassi e a suoi dipendenti ne spettava il giuspatronato ma con la morte di Angelo, l'ultimo discendente della nobile famiglia, tutto il complesso passò per eredità ai conti Tornielli e la situazione andò mutando.
L'edificio, modesto nelle misure, non riusciva più a soddisfare le esigenze della cresciuta popolazione e, come del resto in altri vicini oratori, le messe officiate si ridussero ad una al giorno anche per la scarsità di sacerdoti, cinque per la grande distesa di Mezzana, che non riuscivano a presenziare maggiormente agli oratori all'Arzerile, a Cartirago, a Pezzoli, a San Lorenzo di Mezzana, alla chiesa di San Rocco della Valiera e all'oratorio di Santa Croce il quale, fatiscente, fu demolito nel 1871.
Nel 1849 divenne curazia, ma dato che durante la messa festiva molti erano i fedeli che non riuscendo a trovare posto nell'edificio erano costretti ad assistervi dal sagrato, non avrebbe mai potuto aspirare ad assurgere a parrocchia. L'oratorio, con le successive acquisizioni di proprietà da parte della famiglia Baroni e dell'amministrazione Bonaventura, è scaduto al rango di oratorio privato.